# Rudolf Hasse
Rudolf Hasse (Mittweida, Reino de Sajonia, 30 de mayo de 1906-Makéyevka, Donetsk, Unión Soviética, 12 de agosto de 1942) fue un piloto de automovilismo alemán de la era de los Grandes Premios.

Rudolf Hasse comenzó a competir en 1926 en una motocicleta Wanderer. Después de tres años, cambió a los autos y se convirtió en un importante piloto en carreras de resistencia, ganando treinta victorias absolutas. En 1932, se asoció con Adler y participó en un evento en solitario de 5000 km de distancia. Hasse era conocido por su gran habilidad para preservar sus autos y su sello identificatorio eran su gorra blanca y las gafas grandes detrás de las cuales tenía sus propias gafas.

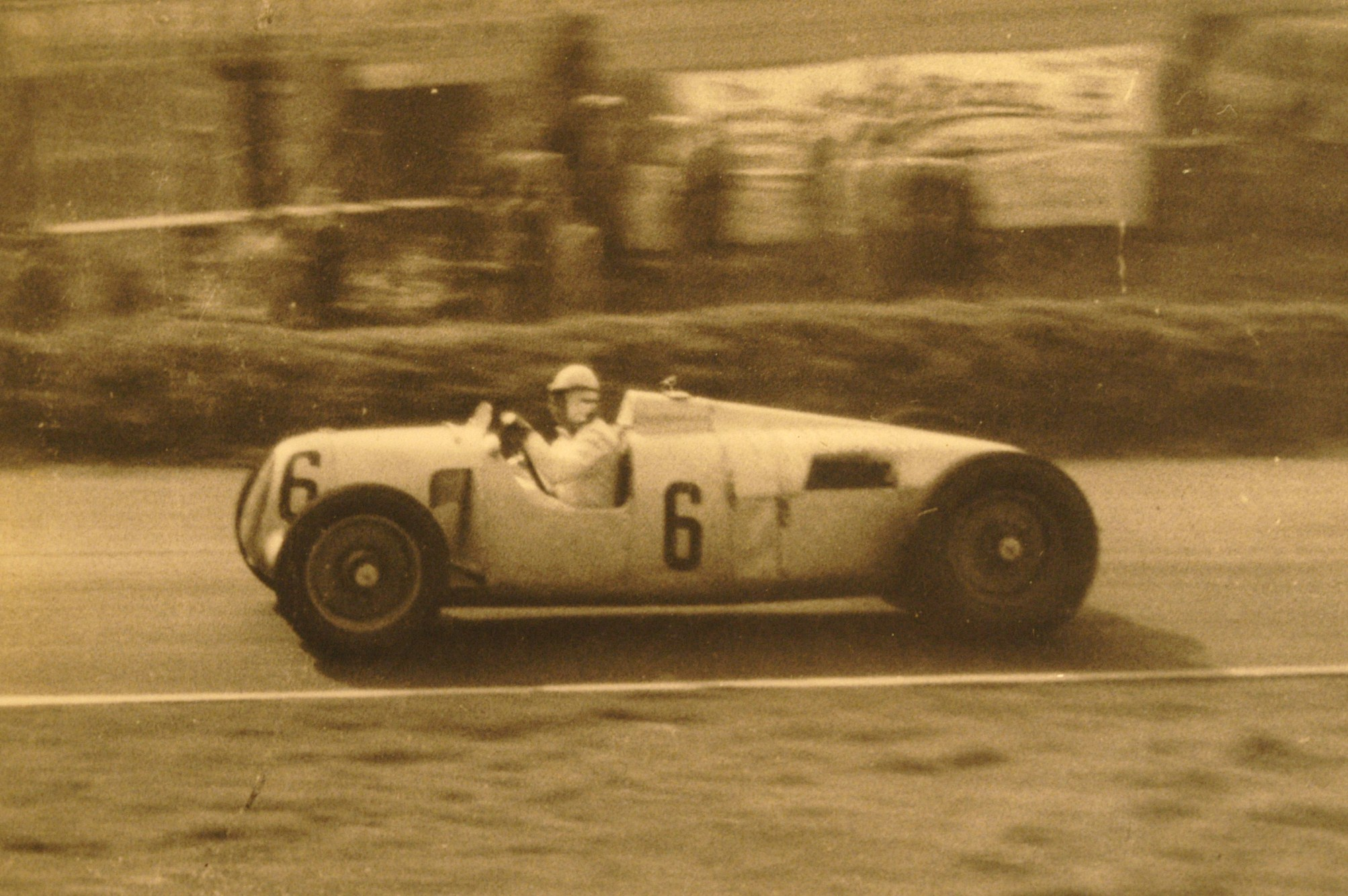
Rudolf Hasse de Auto Union terminó quinto en el Gran Premio de Donington de 1937.

En 1936, Auto Union lo contrató como piloto y Hasse participó regularmente en carreras hasta el estallido de la guerra, durante el periodo de dominación de las llamadas «Flechas plateadas». Su mayor victoria la obtuvo en 1937, al ganar el Gran Premio de Bélgica delante de sus compatriotas Hans Stuck y Hermann Lang. El mismo año, sobrevivió de un gran accidente en la entrada del túnel de Mónaco, salió con cortes debajo de la barbilla, una contusión en el hombro y un pie roto que lo obligó a permanecer enyesado durante seis semana.
Al comienzo de la Segunda Guerra Mundial, se alistó como voluntario, pero no fue aceptado de inmediato. Se unió al Truppenbetreuung Korps, el Ejército de Apoyo al Bienestar. Gracias a sus conocimientos de mecánica, fue enviado al frente en 1940 para mantener los vehículos. Hasse falleció en agosto de 1942 tras una grave disentería en un hospital militar en el frente soviético a la edad de 36 años. Fue sepultado allí en un cementerio que fue destruido más tarde.
En su ciudad natal de Mittweida, un monumento en el cementerio lo conmemora.